# François Arago
Pour les articles homonymes, voir Arago.
Dominique François Jean Arago  est un astronome, physicien et homme d'État français, né le 26 février 1786 à Estagel (Roussillon) et mort le 2 octobre 1853 à Paris.
Il est l'aîné et le plus célèbre de sa fratrie, les cinq autres étant Jean (1788-1836), général au service du Mexique, Jacques (1790-1855), écrivain et explorateur, Victor (1792-1867) et Joseph (1796-1860), militaires, et Étienne (1802-1892), écrivain et homme politique.

## Biographie

### Famille
Il est le fils aîné de François Bonaventure Arago, propriétaire terrien, maire d'Estagel et juge de paix du canton en 1790 puis directeur de l’Hôtel de la Monnaie à Perpignan en 1795, et de Marie Anne Agathe Roig, fille d'un paysan aisé de la région.

### Carrière scientifique
Il fait ses études secondaires au collège communal de Perpignan, puis ses études supérieures à l'École polytechnique qu'il intègre en 1803, âgé de dix-sept ans. Il est reçu 6e du concours d'entrée et devient porte-drapeau de l'École. Remarqué par Monge et Laplace, il est nommé en 1805 secrétaire-bibliothécaire de l'Observatoire de Paris. En 1806, il est envoyé en Espagne, à Majorque avec Jean-Baptiste Biot pour poursuivre le relevé du méridien de Paris. Pris dans la guerre d'Espagne, alors qu'il pratique seul une opération de triangulation, il est fait prisonnier. Interné au château de Bellver, il s'évade plusieurs fois, et parvient à rejoindre Paris où il entre en héros en 1809. Cela lui permet d'être élu membre de l'Académie des sciences le 18 septembre 1809, à seulement vingt-trois ans.
La même année, il est choisi par Monge pour le suppléer comme professeur de géométrie analytique à l'École polytechnique ; il prend le titre de professeur adjoint (de Monge) en 1812 : il reste près de vingt ans professeur à Polytechnique. En 1816, il crée un cours original d'« arithmétique sociale », donnant aux élèves des notions de calcul des probabilités, d'économie mathématique et de démographie.
Parallèlement, il poursuit sa carrière à l'Observatoire de Paris, qui dépend du Bureau des longitudes. Après avoir été secrétaire-bibliothécaire, il est nommé membre adjoint du Bureau en 1807 ; il en devient membre titulaire en 1822, à la mort de Delambre. En 1834, il prend le titre, dont il avait proposé la création au Bureau, de « directeur des observations à l'Observatoire de Paris », que dirige l'astronome Alexis Bouvard. À la mort de Bouvard, en 1843, il devient directeur de l'Observatoire et le reste jusqu'à sa mort.

### Carrière politique

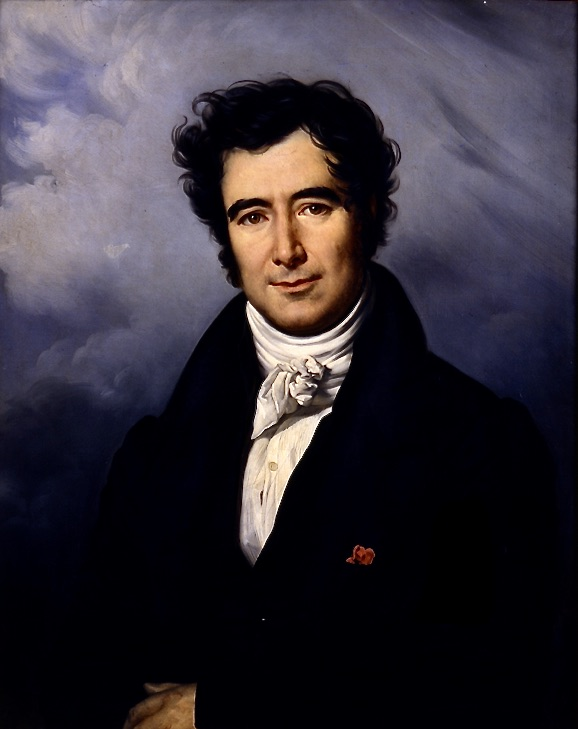
Portrait de François Arago par Charles de Steuben, 1832.

La mort de son épouse, en août 1829, est parfois avancée comme l'une des raisons qui l'ont poussé à se tourner vers la vie publique, tant sur le plan scientifique que politique. Après avoir été élu secrétaire perpétuel de l'Académie des sciences, il remporte ses premiers succès électoraux : conseiller général de la Seine en septembre 1830, député des Pyrénées-Orientales en juillet 1831.
Il est pendant les Trois Glorieuses colonel de la Garde nationale, puis une des figures du parti républicain pendant la monarchie de Juillet,. Candidat aux élections législatives dans les Pyrénées-Orientales, le journal L'Indépendant des Pyrénées-Orientales est fondé en 1846 afin de le soutenir. Il est alors élu avec succès cette même année remportant 98,9 % des suffrages exprimés. Il choisit cependant de représenter la Seine, où il est élu simultanément et avec un score aussi enthousiaste.

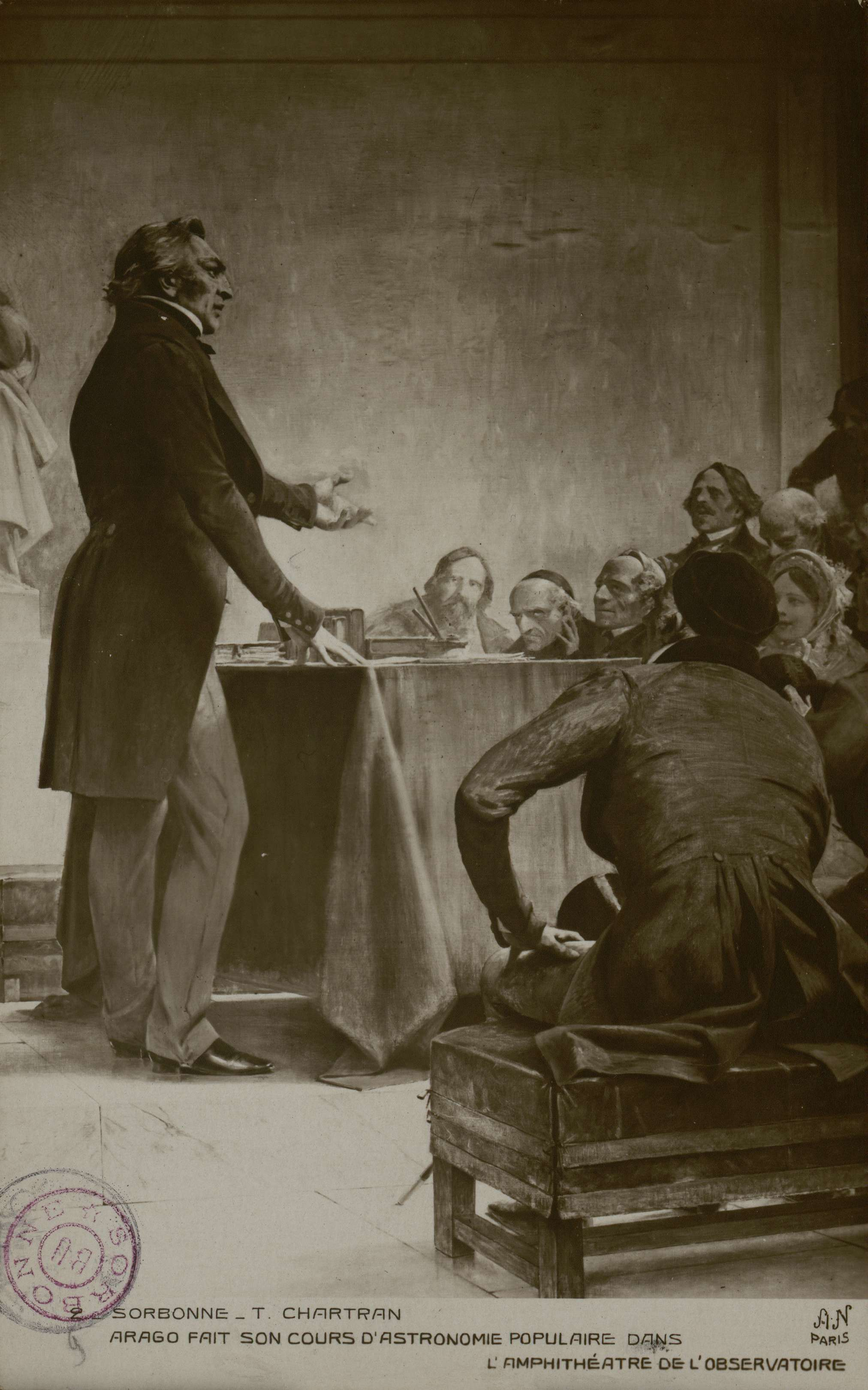
Carte postale de Théobald Chartran, Arago fait son cours d'astronomie populaire dans l'amphithéâtre de l'observatoire (Bibliothèque interuniversitaire de la Sorbonne, NuBIS).

Après la révolution de 1848, il devient ministre de la Guerre, de la Marine et des Colonies dans le gouvernement provisoire de la Seconde République, mis en place par Lamartine puis membre de la Commission exécutive, dont il est la figure dominante, assumant de fait durant un mois et demi une charge proche de celle de chef de l'État. Il contribue à ce titre à la seconde abolition de l'esclavage dans les colonies françaises. Il refuse par la suite de prêter le serment de fidélité à Louis-Napoléon Bonaparte qui est exigé des fonctionnaires et préfère démissionner de son poste au Bureau des longitudes. Le prince-président refuse sa démission, le dispensant implicitement du serment d’allégeance. Après le coup d'État du 2 décembre 1851 qui aboutit à la création du Second Empire, il démissionne de ses fonctions. Napoléon III demande qu'il ne soit pas inquiété. Malade, souffrant de diabète et de diverses affections, Arago meurt dans l'année qui suit, le 2 octobre 1853. Lors de ses obsèques, plusieurs dizaines de milliers de personnes assistèrent au passage du cortège entre l'Observatoire et le cimetière du Père-Lachaise (4e division) où il est inhumé,.
Dans ses mémoires, Alexandre Dumas lui rend un vibrant hommage : « Il est impossible d’être plus pittoresque, plus grand, plus beau même, que ne l’est François Arago à la tribune, quand une véritable passion l’emporte, [...] qu’il attaque les violateurs de la charte royaliste ou défende la Constitution républicaine. [...] C’est qu’Arago est non seulement la science, mais encore la conscience ; non seulement le génie, mais encore la probité !»
« Arago fut le grand évocateur de la génération scientifique du siècle » Félix Mornand.

## Ses travaux scientifiques

### Travaux en optique
Arago, d'abord adepte de la théorie corpusculaire de la lumière, est convaincu par la théorie ondulatoire de son collègue Fresnel, qu'il aide pour faire ses expériences à l'Observatoire ou présenter ses résultats à l'Académie des sciences. Avec Biot, il détermine l'indice de réfraction de l'air et d'autres gaz.

### Autres

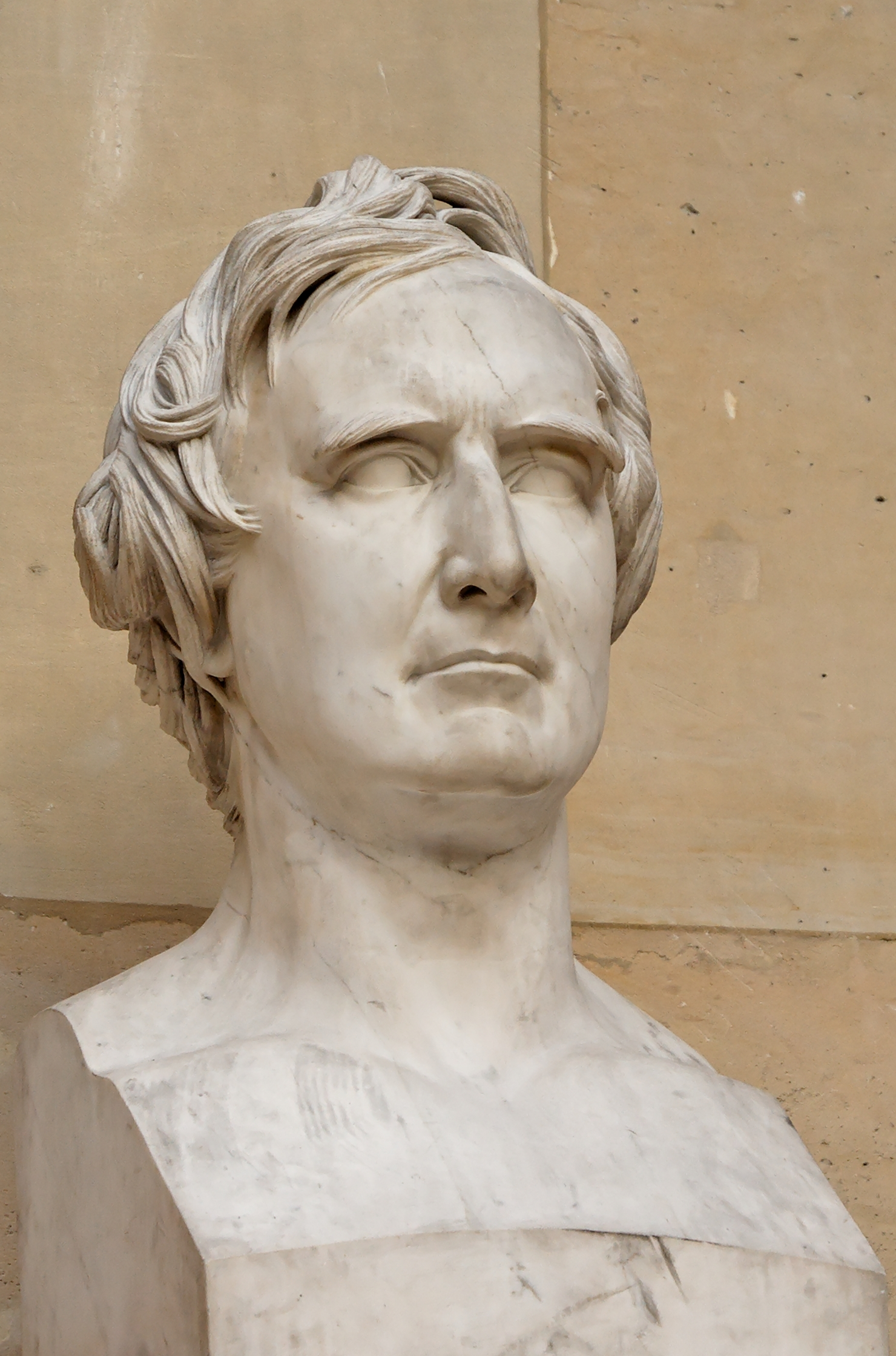
Buste par David d'Angers.

En 1825, il est chargé avec Dulong de déterminer la tension de la vapeur d'eau à des pressions dépassant 3 MPa, soit 30 atm. Ses autres études sont consacrées à l'astronomie, au magnétisme et à la polarisation de la lumière. Il détermine, par exemple, le diamètre des planètes et explique entre autres la scintillation des étoiles à l'aide du phénomène des interférences.
Touche-à-tout, il se mêle aux expériences de mesure de la vitesse du son et étudie les cuves sous pression. Il fait creuser le premier puits artésien de Paris par Louis-Georges Mulot, dans la cour de l'abattoir de Grenelle, dans l'actuel 15e arrondissement. Il inspire à Foucault son expérience des miroirs tournants, qui permet ensuite de mesurer la vitesse de la lumière avec précision.
Conscient de l'importance potentielle du procédé en astronomie, il promeut la photographie alors naissante en soutenant le daguerréotype mis au point par Louis Daguerre : en janvier 1839, il présente devant l'Académie des sciences et l'Académie des beaux-arts réunies les premiers clichés.

### Travaux de vulgarisation

Tombe de François Arago au cimetière du Père-Lachaise (division 4).

Arago est un orateur redoutable, capable de défaire les plus brillants contradicteurs. Il est aussi pédagogue et grand vulgarisateur scientifique. Afin de faire connaître les travaux de l'Académie des sciences, il crée en 1835 les Comptes rendus de l'Académie des sciences, qui existent toujours. Avant lui, il n'y avait pas de transcription écrite des séances de l'Académie.
Il donne aussi, de 1813 à 1846, un cours public d’« astronomie populaire ». Ce sont ces cours qui donnent naissance à son Astronomie populaire en quatre tomes, parue à titre posthume en 1854. Dans l'« Avertissement » qui ouvre le premier tome, Arago explique ainsi son projet : « Je maintiens qu’il est possible d’exposer utilement l’astronomie, sans l’amoindrir, j’ai presque dit sans la dégrader, de manière à rendre ses plus hautes conceptions accessibles aux personnes presque étrangères aux mathématiques. »

## Famille et descendance
Le 11 septembre 1811, Arago épouse Lucie Carrier-Besombes, fille d'un ingénieur des Ponts et Chaussées ; le couple a eu trois fils :
- Emmanuel Arago (1812-1896), avocat et homme politique républicain, brièvement ministre pendant le siège de Paris en 1870 ;
- Alfred Arago (1815-1892), peintre et inspecteur général des beaux-arts ;
- Gabriel Arago (1817-1832).

Il est le beau-frère du physicien Alexis Petit, leurs épouses respectives étaient sœurs, et de l'astronome Claude-Louis Mathieu.
Un de ses petits-fils, Pierre Jean François Arago, fils d'Emmanuel Arago, est député des Alpes-Maritimes sous la Troisième République.

## Œuvres

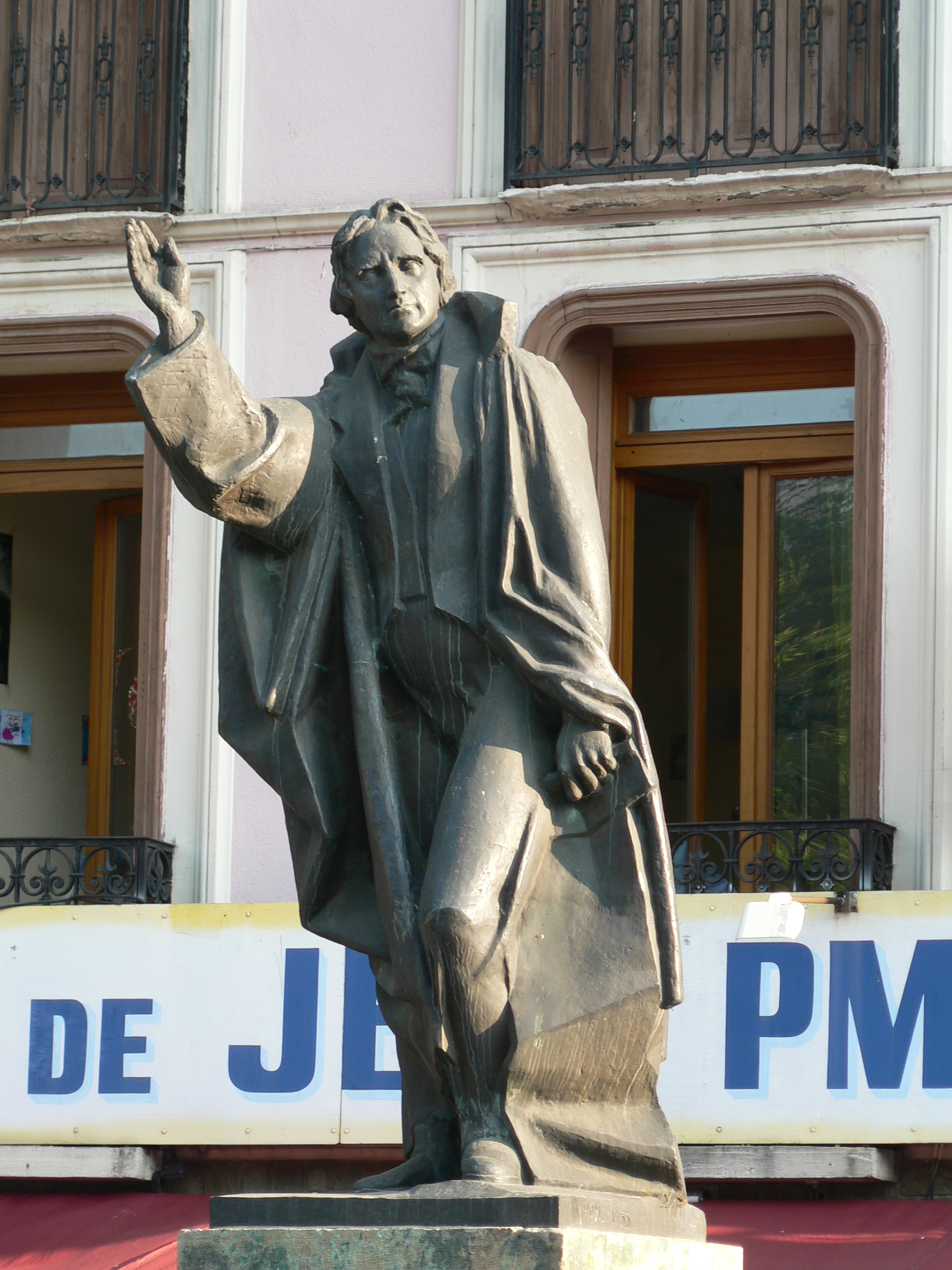
Statue de François Arago à Estagel.

- Mémoire sur la vitesse de la lumière, lu à la première classe de l’Institut, le 10 décembre 1810, en ligne et commenté sur le site BibNum.
- Astronomie populaire, publiée d'après son ordre sous la direction de M. J.-A. Barral. Texte en ligne sur Gallica : t. 1, t. 2, t. 3, t. 4. t. 1, Paris, L. Guérin et Cie, 1871, disponible sur LillOnum t. 1, t. 2, t. 3, t. 4,
- Leçons d'astronomie professées à l'Observatoire royal. J. Rouvier et E. Le Bouvier (Paris), 1835, Texte disponible en ligne sur LillOnum.
- Œuvres, Paris, 1854 et sq. in 8, 17 volumes avec le volume de tables, cartes et planches (œuvre posthume, incluant le texte Histoire de ma jeunesse)
- Le Daguerréotype, 1839, discours de François Arago prononcé devant la Chambre des députés, publié en 2018 chez Allia
- Annales de chimie et de physique. Coécrit avec Gay-Lussac, Joseph Louis. Crochard ( Paris ) à partir de 1816. Texte disponible en 75 volumes en ligne sur LillOnum.
- Œuvres complètes de François Arago. Librairie des sciences naturelles, Theodore Morgand (Paris), 1865. Tomes I - VI, VIII - IX et XII - XIII disponibles en ligne sur lillOnum.

Les papiers personnels de François Arago et de sa famille sont conservés aux Archives nationales sous la cote 348AP. Ils sont consultables sous forme de microfilms.

## Décorations
La Royal Society lui a décerné la médaille Copley en 1825, puis la médaille Rumford en 1850.
Légion d'honneur :
- Chevalier (1818)
- Officier (1825)
- Commandeur (1837)
- Grand officier de la Légion d'honneur en 1849.
- Officier de l'Ordre de Léopold[23].
- Pour le Mérite

## Hommages

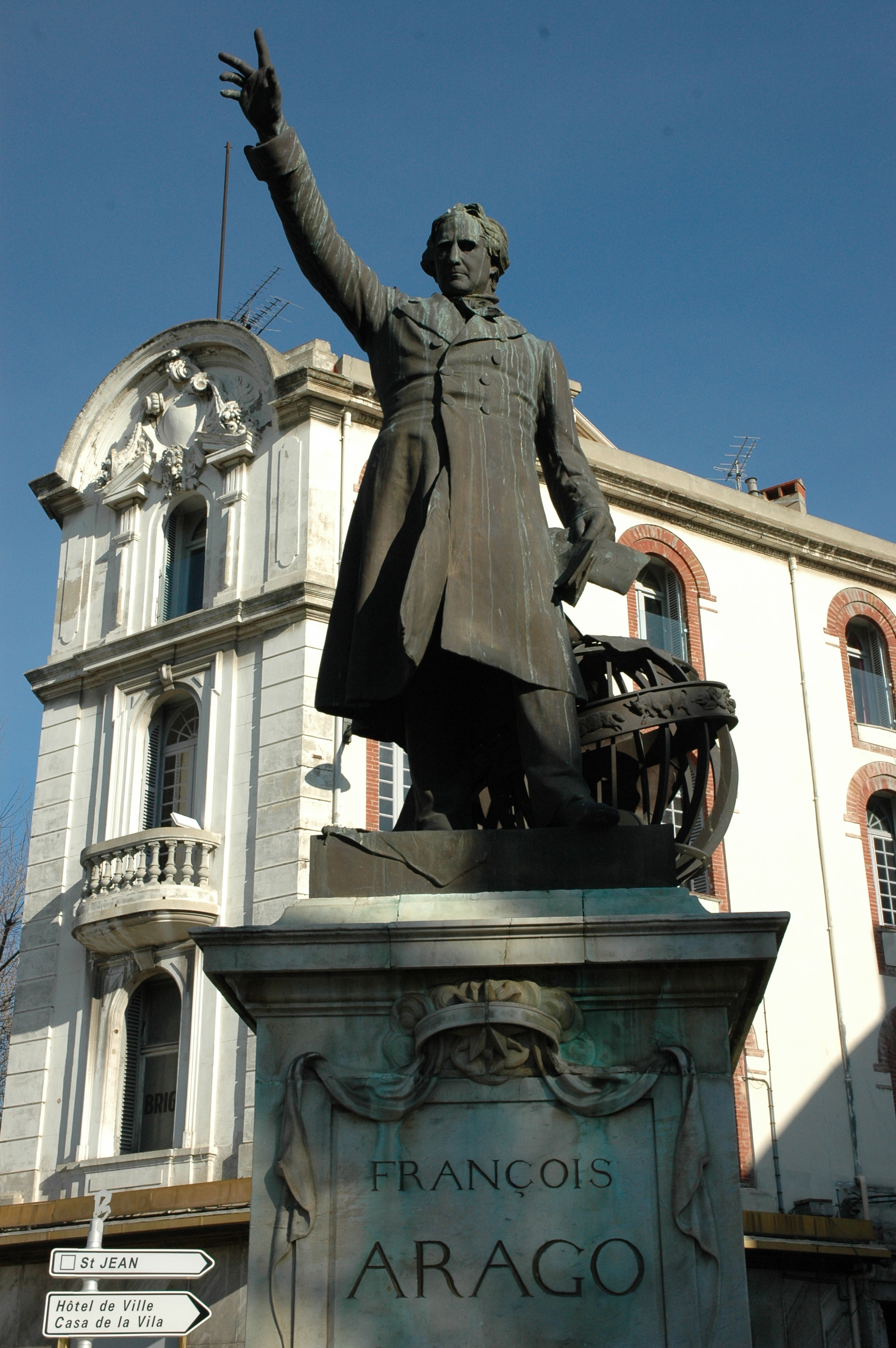
Statue de François Arago à Perpignan.

Son nom est inscrit sur la tour Eiffel ; par ailleurs, un monument parisien lui est spécialement consacré : l'« hommage à Arago ».
Son nom a été donné : 
- à l'astéroïde ((1005) Arago) ;
- l'Aragoscope, télescope basé sur la diffraction autour d'un disque ;
- à une coupole et à la lunette de 38 cm de diamètre et de 9 m de focale qu'elle abrite à l'Observatoire de Paris ;
- au lycée François-Arago, le plus ancien lycée de Perpignan, successeur du collège où il a été élève ;
- Lycée François Arago, à Villeneuve-Saint-Georges dans le Val-de-Marne ;
- à la promotion 2008-2011 de ce lycée, à l'occasion de son bicentenaire ;
- au lycée Arago, dans le 12e arrondissement de Paris ;
- au lycée Arago, à Reims (Marne), lycée des métiers de l'efficacité énergétique, du bâtiment et des travaux publics ;
- à un amphithéâtre de l’École polytechnique, lorsqu'elle était au 5, rue Descartes à Paris, et depuis 1976 à Palaiseau, (Essonne) ;
- à un point géographique sur le mont Canigou désignant une cabane pouvant faire office de refuge sommaire[24] où il a peut-être pu s'abriter pour effectuer des relevés géodésiques à proximité de la frontière espagnole[f] ;
- à différents voies et emplacements urbains dont :
  - le boulevard Arago à Paris où la statue qu’Alexandre Oliva lui a érigée en 1893 a été retirée par les Allemands, en 1942, pour être détruite. Aussi à Metz dans le quartier du technopole et à Saint-Brieuc, situé dans le quartier du tertre Notre-Dame; ;
  - une rue à Lille dans le quartier Moulin ainsi qu’un arrêt de bus à proximité,  à Québec et à Tourcoing, (Nord) ;
- à un timbre-poste de 1939 à Niépce et Daguerre. Arago, debout, promeut la photographie.
- à un timbre-poste de 1986 pour le bicentenaire de sa naissance.
- à un timbre-poste noir de 15F en 1949, Arago et Ampère.
- à différents bâtiments de la Marine Nationale :
  - le sous-marin Arago, actif de 1913 à 1921 ;
  - le destroyer d'escorte (puis bâtiment d'expérimentation) Arago, actif de 1944 à 1972 ;
  - et le patrouilleurs de service public Arago actif de 1991 à 2027[25].

Diverses statues sont érigées :
- à Estagel, sa ville natale, où la première statue, œuvre d'Alexandre Oliva, est inaugurée an 1865, mais fondue en 1942 ; une deuxième statue, œuvre de Marcel Homs, est inaugurée en 1957[26] ;
- à Perpignan, sur la place à son nom ;
- à Paris, dans le jardin de l'Observatoire de Paris, inaugurée en 2017 en face du socle vidé de sa statue en 1942.